# 加治村 (埼玉県)
加治村（かじむら）は埼玉県の南西部、入間郡に属していた村。当初は高麗郡所属であった。

## 地理
- 河川：入間川

## 歴史
- 1889年（明治22年）4月1日 - 町村制施行により、川寺村、笠縫村、岩沢村、矢颪村、前ヶ貫村、落合村、阿須村が合併し高麗郡加治村が成立する。
- 1896年（明治29年）4月1日 - 高麗郡が入間郡と統合し入間郡となる。
- 1943年（昭和18年）4月1日 - 飯能町、精明村、元加治村、南高麗村と合併し飯能町を新設する。
- 1954年（昭和29年）
  - 1月1日 - 飯能町が市制施行し飯能市となる。
  - 4月1日 - 飯能市の一部（野田、仏子、新光の一部）が東金子村へ編入、町制施行し西武町となる。
- 1956年（昭和31年）9月30日 - 飯能市が入間郡吾野村、東吾野村、原市場村を編入する。
- 2005年（平成17年）1月1日 - 飯能市が入間郡名栗村を編入する。